# جون جدعون سيرل
جون جدعون سيرل (بالإنجليزية: John Gideon Searle)‏ هو شخصية أعمال أمريكي، ولد في 18 مارس 1901 في آيوا في الولايات المتحدة، وتوفي في 1978.